# Zukići (miasto Živinice)
Zukići – wieś w Bośni i Hercegowinie, w Federacji Bośni i Hercegowiny, w kantonie tuzlańskim, w mieście Živinice. W 2013 roku liczyła 838 mieszkańców, z czego większość stanowili Boszniacy.